# Johan Meriluoto

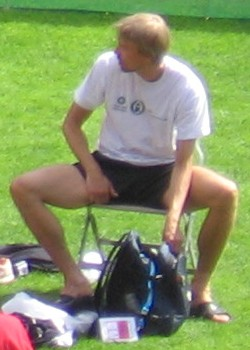
Johan Meriluoto

Johan Cristian Meriluoto (Porvoo, 22 de março de 1974) é um atleta finlandês de salto triplo.